# Neobisium brevimanum
Neobisium brevimanum är en spindeldjursart som först beskrevs av J. Frivaldsky 1865.  Neobisium brevimanum ingår i släktet Neobisium och familjen helplåtklokrypare. Inga underarter finns listade i Catalogue of Life.